# Barcelona Gipsy Klezmer Orchestra
A Barcelona Gipsy Klezmer Orchestra (BGKO) (vagy: Barcelona Gipsy Balkan Orchestra) egy 2012-ben Barcelonában létrehozott zenekar. Az együttes a klezmert, a szinti szvinget vegyíti az európai cigányzenével.
Mindannyian magasan képzett zenészek. Az énekesnő, Sandra Sangiao a barcelonai ESMUC-on szerzett mester fokozatot modern zene és jazz szakon. Zenéjük kelet-európai, jiddis, szerb, török, cigány gyökerekből táplálkozó világzene. 
A különböző országokból származó zenészek egy nemzetközi cigány emléknapon jöttek először össze együtt muzsikálni.
Az együttes nem egyszer fellépett Budapesten is.

| BGKO                                      | BGKO                                      |
| Kattints az alábbi külső linkek egyikére! | Kattints az alábbi külső linkek egyikére! |
| ----------------------------------------- | ----------------------------------------- |
| Nem található szabad kép.(?)              |                                           |
| külső link · jogvédett                    | Barcelona Gipsy Klezmer Orchestra         |

## Állandó tagjai
- a klarinétos Robindro Nikolić (szerb-indiai),
- a harmonikás  Mattia Schirosa (olasz),
- a bőgős Ivan Kovačević (szerb),
- a gitáros Julien Chanal (francia),
- a hegedűs Oleksandr Sora (ukrán),
- az ütős Stelios Togias (görög),
- és a katalán énekesnő: Sandra Sangiao Schirosa.[1] [2]

## Lemezek
- Imbarca (2014)
- Balkan Reunion (2015)
- Del Ebro al Danubio (2016)
- Avo Kanto (2018)
- Nova Era (2020)

### Dalok
- Hévenu Shalom Aléchem (tradicionális jiddis dal)
- Djelem, Djelem (tradicionális cigány dal, „a cigány himnusz”)
- Hasta siempre, comandante
- He thought he was Italian
- Kus Kus
- La dama d'Aragó (tradicionális katalán dal)
- Hana'ava Babanot (zsidó táncdal)
- Dance of Joy (klezmer)
- Ederlezi (tradicionális cigány dal) (2014)
- Ot Azoy (tradicionális klezmer) (2014)